# Giải vô địch cờ vua thế giới 2006
Giải vô địch cờ vua thế giới 2006 là trận đấu giữa nhà vô địch cờ vua thế giới truyền thống Vladimir Kramnik và nhà vô địch cờ vua thế giới FIDE Veselin Topalov. Danh hiệu vô địch cờ vua thế giới đã bị chia tách trong 13 năm. Trận đấu này diễn ra từ ngày 23 tháng 9 đến ngày 13 tháng 10 năm 2006 tại Elista, Kalmykia, Nga, là để hợp nhất hai danh hiệu vô địch cờ vua thế giới, xác định nhà vô địch thế giới không thể tranh cãi.
Kramnik giành chiến thắng trong hai ván đầu tiên, tạo lợi thế lớn. Tuy nhiên, sau khi nhóm của Topalov cáo buộc rằng Kramnik sử dụng sự hỗ trợ máy tính trong quá trình thi đấu, Kramnik đã bỏ ván 5. Cuối cùng anh đồng ý chơi tiếp trận đấu sau khi bày tỏ sự phản đối. Topalov đã thắng hai ván 8 và 9 liên tiếp, lần đầu tiên dẫn trước, nhưng Kramnik đã đáp trả bằng một chiến thắng trong ván 10. Các ván còn lại đều hòa, khiến trận đấu kết thúc hòa. Bước sang các ván cờ nhanh đấu thêm, sau khi hòa ván đầu tiên, chiến thắng chia cho hai bên ở các ván thứ hai và thứ ba, Kramnik đã giành chiến thắng trong ván thứ tư sau khi Topalov sai lầm, để thắng loạt cờ nhanh và cả trận đấu, trở thành vua cờ thứ 14 trong lịch sử.

## Bối cảnh
Sau khi Garry Kasparov tách khỏi FIDE năm 1993, có hai nhà vô địch cờ vua thế giới. Có nhà vô địch thế giới 'truyền thống', danh hiệu dành cho kỳ thủ đánh bại đương kim vô địch thế giới. Danh hiệu này được Kasparov nắm giữ, cho đến khi ông bị Kramnik đánh bại trong Giải vô địch cờ vua thế giới truyền thống 2000. Ngoài ra còn có nhà vô địch thế giới 'Chính thức' của FIDE, được xác định bởi các định dạng giải đấu khác nhau, được Topalov nắm giữ kể từ Giải vô địch cờ vua thế giới FIDE 2005.
Từ năm 1993 đến 2006, không có trận đấu nào được tổ chức giữa các nhà vô địch truyền thống và FIDE. Trận đấu này đã đưa hai người nắm giữ danh hiệu đấu với nhau để thống nhất ngôi vua cờ lần đầu tiên kể từ khi làng cờ bị chia tách năm 1993.

## Đàm phán

Logo trận đấu

Kramnik được mời tham dự  Giải vô địch cờ vua thế giới FIDE 2005 ở San Luis, Argentina. Với tư cách là nhà vô địch "truyền thống", anh từ chối tham dự, nhưng cho biết anh sẵn sàng đấu với nhà vô địch giải đấu đó qua một trận đấu để thống nhất danh hiệu. Quá trình đàm phán cho trận đấu bắt đầu ngay sau khi Topalov vô địch ở San Luis, nhưng đổ vỡ sau khi hai bên không vượt qua được những khác biệt đáng kể về quan điểm.
Tuy nhiên, vào tháng 4 năm 2006, FIDE thông báo rằng Kramnik sẽ chơi với đương kim vô địch thế giới của FIDE Veselin Topalov để thống nhất hai danh hiệu vô địch thế giới. Quỹ thưởng của trận đấu là một triệu đô la Mỹ, được chia đều cho hai kỳ thủ bất kể kết quả trận đấu ra sao.

## Thể thức trận đấu
Không như những trận đấu tranh ngôi từ năm 1993 trở về trước, gồm 24 ván, trận đấu này chỉ có 12 ván cờ tiêu chuẩn: thắng 1 điểm, hòa nửa điểm. Nếu sau 12 ván tỉ số là 6 đều thì sẽ có các ván đấu thêm (cắt hòa, tie-break) để phân định thắng thua. Thể thức của tie-break là thi đấu cờ nhanh, nếu cần sẽ diễn ra ngày 13 tháng 10 năm 2006.

### Thời gian quy định
Theo thể lệ của trận đấu:

Thời gian quy định của mỗi ván đấu là: 40 nước đi trong 120 phút đầu tiên. Sau 40 nước, 20 nước tiếp theo có 60 phút. Sau 60 nước, phần còn lại của ván đấu là 15 phút, với lũy tiến 30 giây kể từ nước 61.

### Thể thức tie-break
- Tie-break chỉ diễn ra nếu trận đấu có tỉ số hòa sau 12 ván tiêu chuẩn.
- Trước tiên hai kỳ thủ chơi 4 ván cờ nhanh (25 phút, với lũy tiến 10 giây kể từ nước đầu tiên).
- Nếu tỉ số vẫn hòa, hai kỳ thủ chơi 2 ván cờ chớp (5 phút, với lũy tiến 10 giây kể từ nước đầu tiên).
- Nếu tỉ số vẫn hòa, sẽ có một ván Armageddon: trắng có 6 phút và buộc phải thắng, đen có 5 phút nhưng có thể thắng hoặc hòa.